# ۱۹۸۵ (ترانه جی. کول)
«۱۹۸۵» (که با نام «۱۹۸۵ (مقدمه‌ای بر سقوط)» نیز شناخته می‌شود) ترانه‌ای از جی. کول، رپر آمریکایی از آلبوم استودیویی او، کی‌اودی است که در ۲۰ آوریل ۲۰۱۸ منتشر شد.

## عملکرد در جدول‌های موسیقی
«۱۹۸۵» در اولین هفتهٔ انتشار خود در رتبهٔ ۲۰ در جدول موسیقی بیلبورد هات ۱۰۰ ایالات متحده قرار گرفت.

## جدول‌های موسیقی
| جدول (۲۰۱۸)                                         | بهترین جایگاه |
| --------------------------------------------------- | ------------- |
| کانادا (۱۰۰ تک‌آهنگ داغ کانادا)                      | ۳۲            |
| ایرلند (ایرما)                                      | ۴۱            |
| هیت‌سیکرز نیوزیلند (آرام‌ان‌زد)                        | ۲             |
| پرتغال (ای‌اف‌پی)                                     | ۵۰            |
| هیت‌سیکر سوئد (فهرست برترین‌های سوئد)                 | ۱۲            |
| بیلبورد هات ۱۰۰ ایالات متحده                        | ۲۰            |
| ترانه‌های داغ آراندبی/هیپ-هاپ ایالات متحده (بیلبورد) | ۱۴            |

## گواهینامه‌ها
| منطقه                                   | گواهی  | واحد گواهی‌شده/فروش |
| --------------------------------------- | ------ | ------------------ |
| ایالات متحده (آرآی‌ای‌ای)                 | پلاتین | ۱٬۰۰۰٬۰۰۰          |
| رقم فروش+پخش جاری تنها بر پایهٔ گواهی‌ها. |        |                    |